# Dolný Badín
Dolný Badín és un poble i municipi d'Eslovàquia. Es troba a la regió de Banská Bystrica.

## Història
La primera menció escrita de la vila es remunta al 1135.

## Demografia
| Godina             | 1994 | 2004   | 2014   | 2024  |
| ------------------ | ---- | ------ | ------ | ----- |
| Nombre de persones | 267  | 251    | 250    | 253   |
| Diferència         |      | −5,99% | −0,39% | +1,2% |

| Godina             | 2023 | 2024   |
| ------------------ | ---- | ------ |
| Nombre de persones | 253  | 253    |
| Diferència         |      | +1,42% |